# Палаты
Палаты (от лат. palatium — дворец, чертог) — тип русской гражданской архитектуры до середины XVIII века, представляющий из себя деревянное или каменное здание, в котором главную роль играет большой сводчатый зал. Строились, как правило, в два-три или более этажей. Словом палата назывался зал — самое большое в палатах помещение, обычно бесстолпное или с одним, реже двумя столпами. Сверху палат мог быть надстроен каменный или (чаще) деревянный терем. Не следует смешивать палаты с хоромами, которые были деревянными.
С середины XVII века палаты строились преимущественно в камне. В нижнем этаже размещались служебные помещения, верхние этажи были жилыми и часто деревянными. В XVII палаты обычно возводили с «красным» крыльцом с примыкающей к зданию лестницей, с конца века лестницу стали включать в объём дома. Переходными от традиционных палат к дворцам Нового времени можно считать симметричные палаты Ф. Я. Лефорта на Яузе в Москве с центральной Большой столовой палатой.
Наибольшее количество палат сохранилось в Москве, некоторые из которых в значительно перестроенном виде.
В церковном зодчестве с XVI века были распространены трапезные, митрополичьи, больничные и другие палаты. В монастырях, часто посещаемых государями, возводились царские и царицыны палаты.
Со 2-й половины XVIII века комплексы княжеских и царских резиденций, в том числе и предыдущих столетий, стали называть дворцами.

## Этимология
Слово, согласно этимологическим исследованиям, заимствовано в русский язык из греческого. Оно восходит к ср.-греч. παλάτιον, а то в свою очередь к лат. palātium «дворец» и собств. «Палатинский холм», который со времён Августа стал резиденцией римских императоров. Прокопий Кесарийский в своем повествовании «Война с вандалами», написанном в VI веке новой эры, описывает греческий эквивалент следующим образом: «…царский дом римляне, подражая грекам, называют Палатием. Поскольку некий Паллад, родом эллин, ещё до взятия Трои поселился в этом месте и построил здесь замечательный дом, они стали называть это строение Палатием; Август, став автократором, решил сделать его своим местопребыванием, и с того времени Палатием называют помещение, в котором пребывает царь» (Прокопий Кесарийский. Война с вандалами. Кн. I. Гл. XXI.).

## Примеры палат

### Палаты государственного назначения
| Название                 | Изображение | Время постройки | Место нахождения    | Состояние            |
| ------------------------ | ----------- | --------------- | ------------------- | -------------------- |
| Грановитая палата        |             | 1487—1491 год   | г. Москва           | Сохранилась          |
| Владычная палата         |             | 1433—1441 год   | г. Великий Новгород | Сохранилась частично |
| Старый английский двор   |             | XVI—XVII века   | г. Москва           | Сохранился           |
| Палаты царевича Димитрия |             | 1482 год        | г. Углич            | Сохранились          |

### Палаты церковного назначения
| Название                                     | Изображение | Время постройки        | Место нахождения | Состояние                                                                                           |
| -------------------------------------------- | ----------- | ---------------------- | ---------------- | --------------------------------------------------------------------------------------------------- |
| Архиерейские палаты                          |             | XV—XVIII века          | г. Суздаль       | Сохранились                                                                                         |
| Митрополичьи палаты                          |             | 1680-е—1690-е годы     | г. Ярославль     | Сохранились                                                                                         |
| Кельи Спасо-Преображенского монастыря        |             | 1670-е—1690-е годы     | г. Ярославль     | Сохранились                                                                                         |
| Митрополичьи палаты Крутицкого подворья      |             | 1655—1670 годы         | г. Москва        | Сохранились, к южному фасаду здания примыкает сохранившееся в первоначальных формах крыльцо 1727 г. |
| Палаты казенного приказа Крутицкого подворья |             | 2-я половина XVII века | г. Москва        | Сохранились                                                                                         |
| Теремок и Святые ворота Крутицкого подворья  |             | 1693—1694 годы         | г. Москва        | Сохранились                                                                                         |

### Палаты жилые
| Название           | Изображение | Время постройки        | Место нахождения        | Состояние            |
| ------------------ | ----------- | ---------------------- | ----------------------- | -------------------- |
| Палаты Арасланова  |             | XVII век               | г. Москва               | Сохранились          |
| Палаты Пушникова   |             | 1698 год               | г. Нижний Новгород      | Сохранились          |
| Поганкины палаты   |             | 1671—1679 годы         | г. Псков                | Сохранились          |
| Щудровская палатка |             | конец XVII века        | г. Иваново              | Сохранилась          |
| Дом Опарина        |             | конец XVII века        | г. Гороховец            | Сохранился           |
| Дом Иванова        |             | 2-я половина XVII века | г. Ярославль            | Сохранился           |
| Мазепины палаты    |             | 1703—1705 годы         | Курская область         | Сохранились частично |
| Каменные палаты    |             | кон. XVII — нач.XVIII  | Тульская область, Венёв | Сохранились          |